# Amy Van Dyken
Amy Van Dyken (Englewood, 15 de fevereiro de 1973) é uma nadadora dos Estados Unidos, ganhadora de seis medalhas de ouros em Jogos Olímpicos.
Van Dyken sofria de asma grave em toda a sua infância e na idade adulta. Ela começou a nadar sobre o aconselhamento de um médico, como forma de fortalecer seus pulmões para lidar com o seu estado e prevenir futuras crises asmáticas.
Nas seletivas americanas para as Olimpíadas de Barcelona em 1992, ficou em quarto lugar nos 50 metros livres, não obtendo a vaga. Após o colegial, Van Dyken foi para a Universidade do Arizona onde permaneceu por dois anos antes de transferir para o Universidade do Estado do Colorado, onde quebrou o seu primeiro recorde americano com 21s77 nas 50 jardas livres no campeonato da NCAA em 1994. Ela também ficou em segundo nos 100 jardas borboleta e livre. Após a faculdade, se mudou para o Centro de Treinamento Olímpico Americano em Colorado Springs, Colorado, para treinar em tempo integral para as Olimpíadas de Atlanta em 1996.
Em Atlanta, se tornou a primeira americana na história a ganhar quatro medalhas de ouro em uma única Olimpíada. 
Após as Olimpíadas de 1996, foi atormentada por lesões, incluindo uma no ombro que a obrigou a várias operações, que a deixaram incapaz por mais de um ano. Retornou bem nas seletivas para os Jogos Olímpicos de Sydney em 2000, se qualificando para os 50m livres, o 4x100 metros medley e os 4x100 metros livres. Em Sydney, Van Dyken ganhou duas medalhas de ouro nestes dois eventos, e ficou em quarto nos 50m livres.
Bateu vários recordes mundiais com os revezamentos americanos em sua carreira.